# Баштова Валентина Володимирівна
Валентина Володимирівна Баштова (нар. 19 березня 1935, с. Деркачівка, Новосанжарський район, Полтавська область, Україна) — господарниця, громадська діячка, Заслужена працівниця соціальної сфери України, Почесна ветеранка України.

## Біографія
Народилася 19 березня 1935 року у с. Деркачівка Новосанжарського району Полтавської області[джерело?].
Трудову діяльність розпочала в Чернівецькому обласному управлінні землевпорядкування. Працювала у сфері соціального забезпеченні у Вашківецькому, Вижницькому районах Чернівецької області, директором райпобуткомбінату у м. Вижниця, у 1985—1992 рр. — завідувач Вижницького районного відділу соціального забезпечення.
У 2002 році працювала заступником голови Вижницького районного координаційного центру волонтерського руху та секретарем районної ради ветеранів. 
У 2009 році - головний спеціаліст по роботі з ветеранами Вижницької районної ради Чернівецької області.
У 2004—2011 роках очолювала Вижницьку районну раду Організації ветеранів України.

## Відзнаки
- Орден Княгині Ольги[джерело?];
- Почесна грамота Кабінету Міністрів України[1];
- Заслужений працівник соціальної сфери України[2];
- Почесний ветеран України.